# Fred De Bruyne

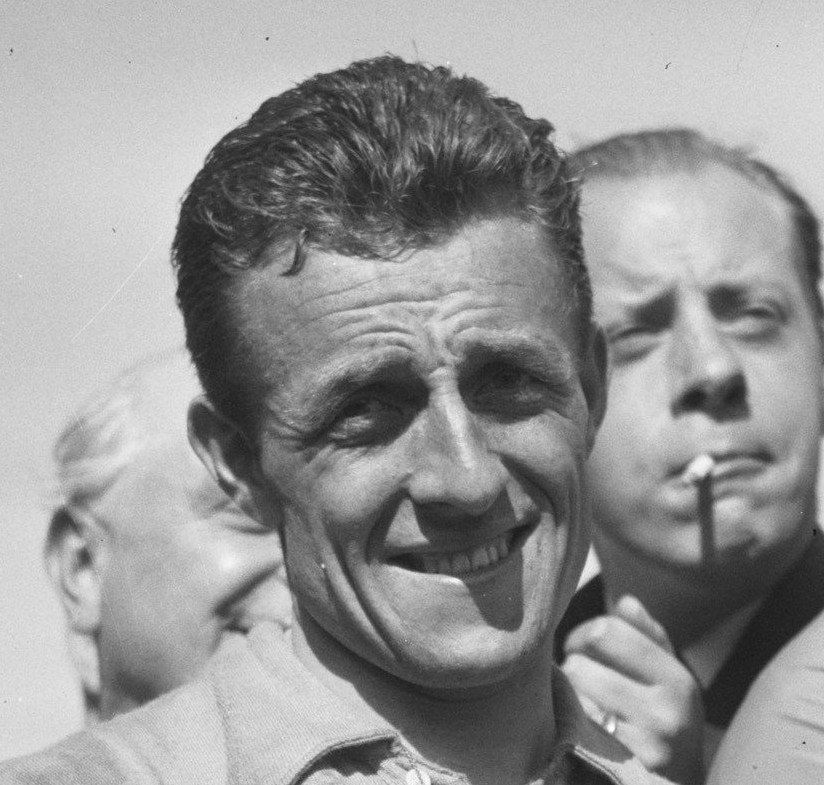
Fred De Bruyne (1956)

Alfred „Fred“ De Bruyne (* 21. Oktober 1930 in Berlare; † 4. Februar 1994 in Seillans) war ein belgischer Radrennfahrer und Sportjournalist.

## Radsportkarriere
Fred De Bruyne begann im Jahr 1947 mit dem professionellen Radsport. Seine stärksten Rivalen aus dem eigenen Land waren Rik Van Looy und Rik Van Steenbergen, mit dem gemeinsam er auch bei Sechstagerennen startete.
De Bruyne gewann zahlreiche Straßenrennen, darunter dreimal Lüttich–Bastogne–Lüttich sowie die Challenge Desgrange-Colombo; zweimal war er der Sieger von Paris–Nizza und je einmal von Mailand–Sanremo, Paris–Roubaix sowie der Flandern-Rundfahrt. Auch gewann er sechs Etappen der Tour de France, drei im Jahre 1954 und drei 1956.
Als seine Erfolge auf der Straße nachließen, startete De Bruyne auch bei Sechstagerennen, von denen er acht bestritt. 1957 gewann er das von Gent gemeinsam mit Van Steenbergen. 1960, mit 31 Jahren, beendete er nach einem Verkehrsunfall seine aktive Karriere.

## Teamleiter, Journalist und Autor
Von 1961 bis 1977 arbeitete der flämischsprachige De Bruyne als Sportjournalist beim belgischen Fernsehen. Lange Zeit galt er als wichtigster Radsport-Kommentator in Flandern und den Niederlanden. Anschließend wurde er Teamleiter bei verschiedenen Radsport-Mannschaften und betreute u. a. den Fahrer Hennie Kuiper.
Seine letzten Lebensjahre verbrachte Fred De Bruyne in der Provence und verfasste vier Biografien von Radsportlern sowie seine Memoiren. In seinem Geburtsort Berlare wurde ein seit rund 60 Jahren stattfindendes Radrennen 2009 in "Memorial Fred De Bruyne" umbenannt und in seinem späteren Wohnort Seillans ein Platz nach ihm benannt.

## Werke
- Rik Van Steenbergen, Mechelen 1963
- Rik Van Looy, Mechelen 1963
- Patrick Sercu, Borgerhout 1965
- Peter Post, Borgerhout 1965
- De memoires van Fred De Bruyne, Berchem 1978